# Cap Arcona
Cap Arcona è stato un piroscafo di lusso, nave di bandiera della compagnia di navigazione Hamburg Süd.
La Cap Arcona, lunga 196,2 metri e con una stazza di 27.561 tonnellate, fu varata il 14 maggio 1927 e considerata una delle navi più belle della sua epoca. Costruita nei cantieri di Blohm und Voss di Amburgo, deve il suo nome a un promontorio, chiamato Kap Arkona, situato sull'isola di Rügen (Meclemburgo-Pomerania Occidentale).
Nella parte finale della sua vita operativa, fu utilizzata come nave prigione.

## Nave da crociera
Il 19 novembre 1927 salpò dal porto di Amburgo per intraprendere il suo viaggio inaugurale diretto in Argentina con a bordo crocieristi di lusso ma anche emigranti diretti in America meridionale. Impiegò soli 15 giorni per giungere a Buenos Aires.
In seguito, la nave fu destinata al traffico di linea sulla rotta Amburgo-Madera-Rio de Janeiro e Buenos Aires; dal novembre 1927 all'agosto 1939 trasportò oltre 200.000 passeggeri in 91 traversate atlantiche.
Il 25 agosto del 1939, al comando del commodoro Richard Niejahr, attraccò al porto di Amburgo dopo quello che sarebbe stato il suo ultimo viaggio. Lo stesso giorno, Niejahr venne a conoscenza, tramite un messaggio radio cifrato, dell'imminente scoppio della seconda guerra mondiale.

## Al servizio della marina da guerra
Dal 1940 la Cap Arcona venne utilizzata dalla Marina da guerra tedesca e rimase nel Mar Baltico. Alla fine del 1944 fu destinata al trasporto dei profughi in fuga dalla Prussia Orientale verso occidente. In seguito ad un danno ai motori (14 aprile 1945) che lasciò la nave senza possibilità di manovra al largo di Neustadt in Holstein, la marina la rese alla compagnia di navigazione.

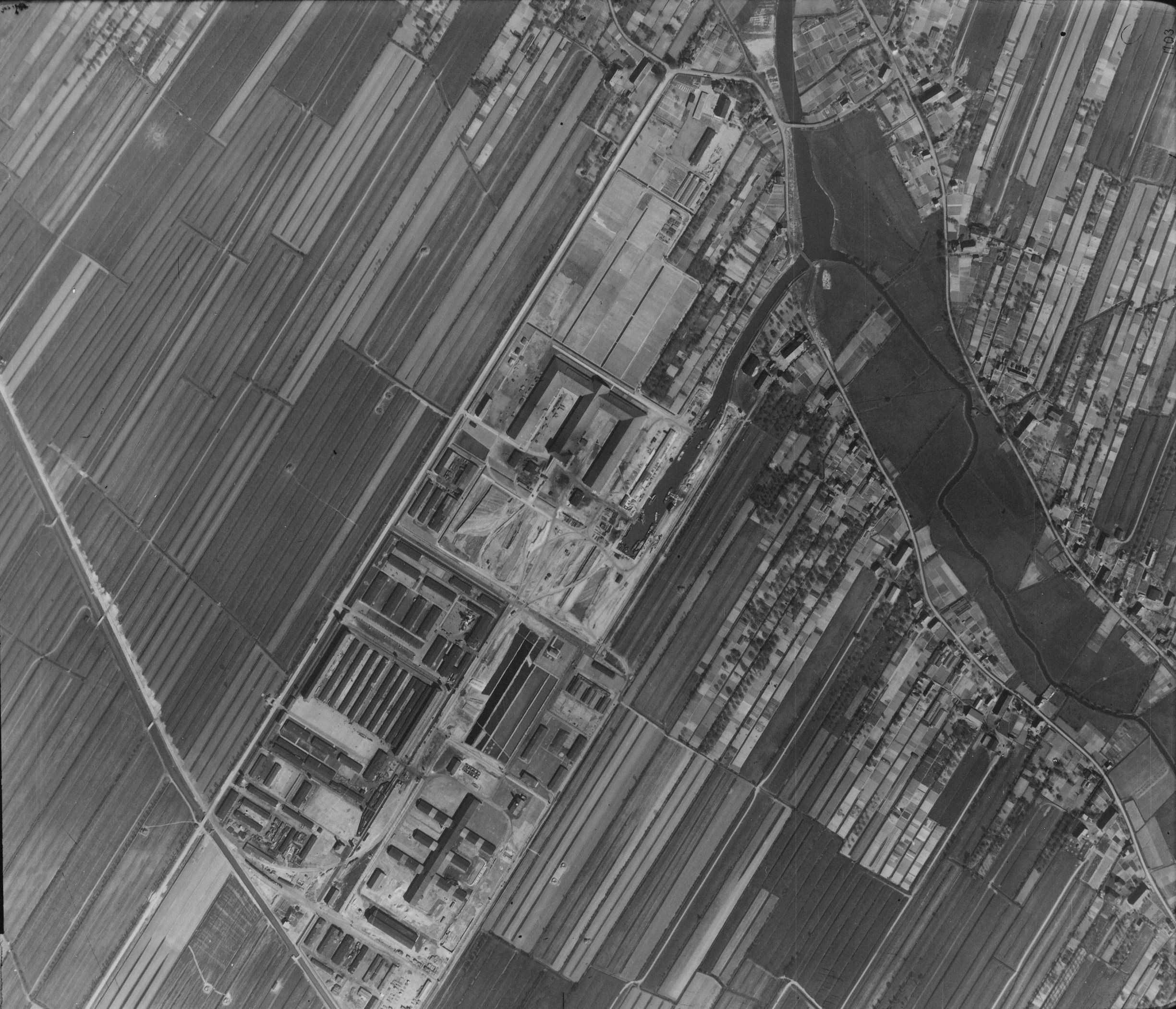
Vista aerea del campo di concentramento di Neuengamme, foto scattata dalla RAF il 16 aprile 1945.

All'inizio delle operazioni di sgombero dei campi di concentramento la nave venne nuovamente requisita dalle SS. Il 26 aprile del 1945 iniziò l'imbarco sulla Cap Arcona dei prigionieri del campo di concentramento di Neuengamme e dei sopravvissuti della marcia della morte dal campo di concentramento di Fürstengrube e dagli altri campi di concentramento della Slesia. L'intenzione era quella di affondare nel Baltico la Cap Arcona e altre due navi, la Thielbek e la Athen portate appositamente nella baia di Lubecca, in modo da eliminare le tracce dei soprusi commessi nei campi di concentramento.
Durante l'imbarco dei primi prigionieri sulla Cap Arcona, uomini delle SS chiusero tutte le possibili vie di fuga e bloccarono le lance di salvataggio. Ciò venne interpretato come indizio dell'intenzione di affondare la nave tramite un'esplosione; furono bloccate le paratie antincendio e la nave venne provvista di una quantità moderata di carburante.
La sera del 28 aprile 1945 furono imbarcati e rinchiusi sotto coperta circa 4.600 prigionieri sorvegliati da 500 uomini di guardia. I prigionieri furono lasciati senza acqua né vitto di alcun genere; si contavano dai 15 ai 30 decessi al giorno.

## La strage

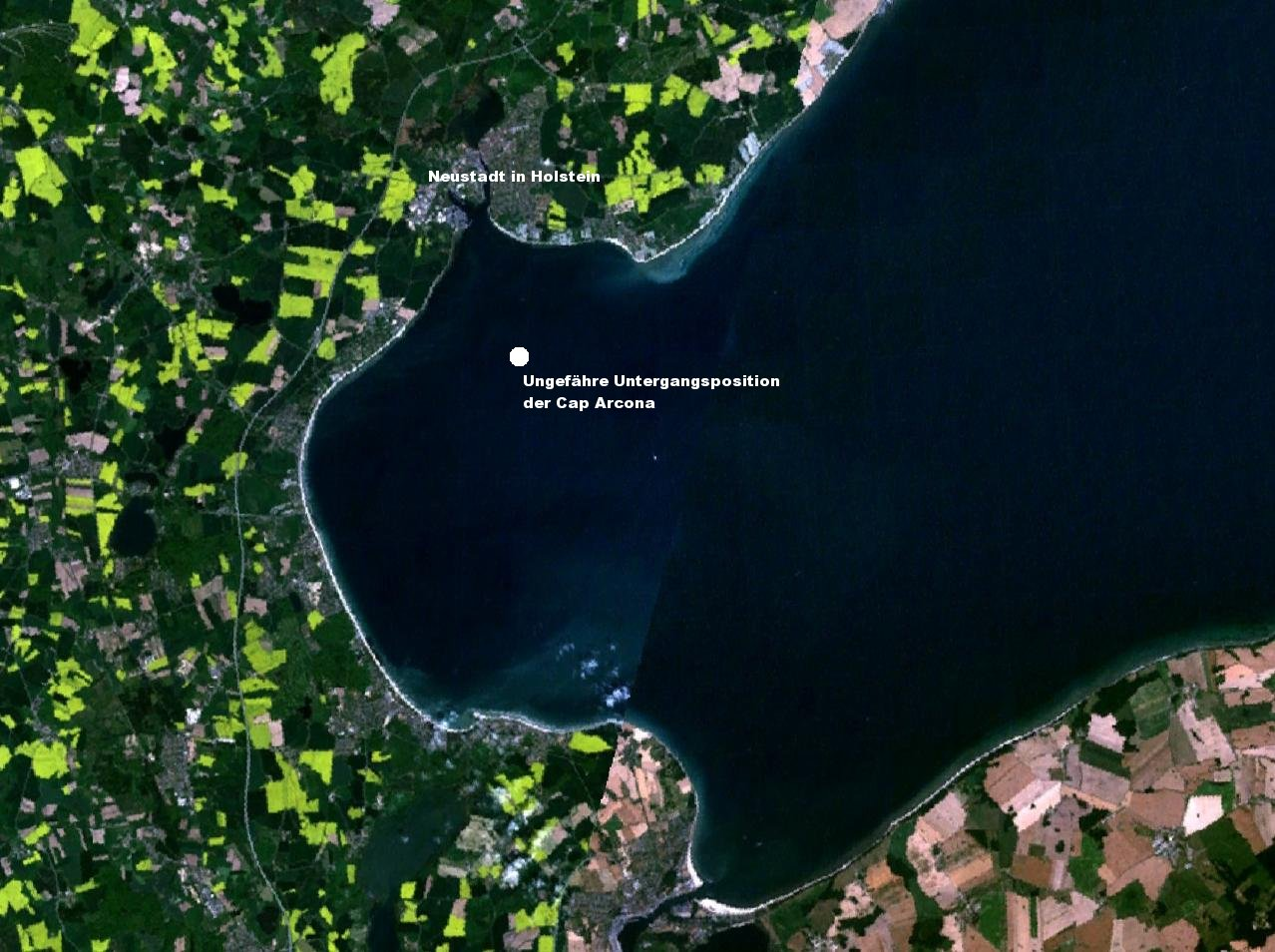
Vista della Baia di Lubecca a tre chilometri da Neustadt (a sinistra in alto nella foto): Posizione del luogo dell'affondamento del Cap Arcona

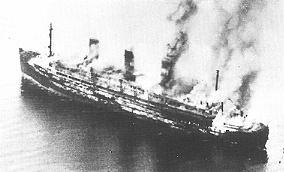
La Cap Arcona in fiamme poco dopo l'attacco

Il 3 maggio 1945 la Cap Arcona, la Thielbek e la Deutschland IV si trovavano nella Baia di Lubecca tra Neustadt in Holstein e Scharbeutz quando furono attaccate da aerei alleati. La Cap Arcona e la Thielbek affondarono in seguito all'attacco.
Persero la vita tra le 7.000 e le 8.000 persone; 400 prigionieri riuscirono a raggiungere le spiagge dove furono uccisi dalle SS e membri della Wehrmacht. I superstiti furono solo 200. Uno fra questi, Johann Meyer di Höxter Weser, nel 1950 rese una testimonianza davanti al tribunale del Brandeburgo fornendo dettagli esatti sulla dinamica dell'affondamento delle due navi.
Il relitto della Cap Arcona rimase per anni nella Baia di Lubecca, dove solo dal 1950 se ne iniziò lo smembramento e la rottamazione delle parti in acciaio. I corpi delle vittime si trovavano ancora tutti all'interno della nave rendendo più difficoltosa l'attività di recupero. La Thielbek fu invece recuperata e rimessa a nuovo.
Il ritrovamento di resti delle vittime sulle spiagge locali proseguì fino ai tardi anni sessanta. Molti cadaveri furono trasportati dalla corrente sull'isola di Poel dove si provvedette a dar loro sepoltura nel cimitero locale, nei pressi del quale si trova un piccolo monumento alla memoria.

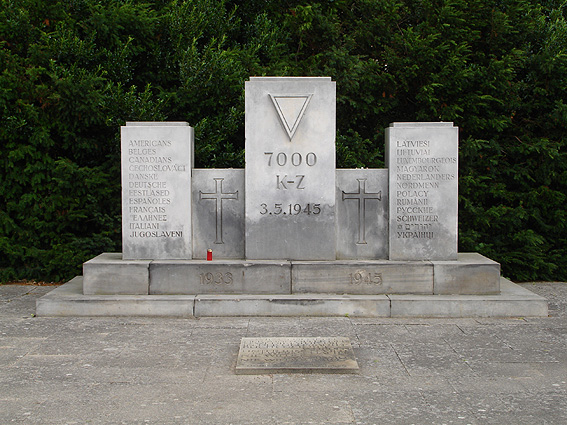
Memoriale delle vittime della Cap Arcona, Neustadt in Holstein

Fino ad oggi la responsabilità dell'accaduto non è stata stabilita con certezza; molte circostanze non sono tuttora chiare. La Croce Rossa svizzera informò le truppe di terra alleate dell'esistenza delle navi e del tipo di "carico" da esse trasportato ma l'informazione non arrivò ai piloti della Royal Air Force che, durante i voli di ricognizione, non riconobbero nei passeggeri dei prigionieri. Per tale motivo le persone a bordo furono scambiate per truppe e gerarchi nazisti in fuga dal paese.

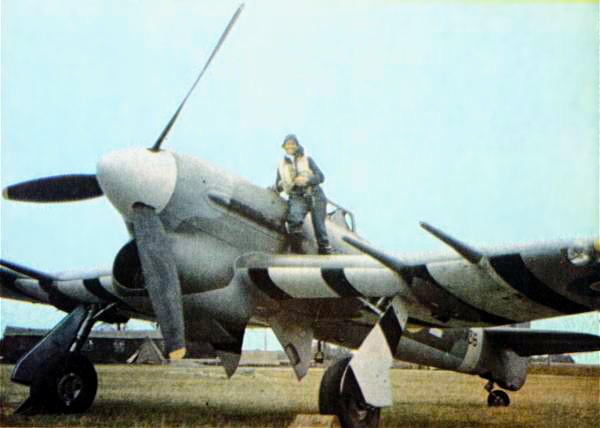
Typhoon 1 B.

L'attacco fu condotto da aerei del tipo Typhoon del 263º squadrone da Ahlhorn, del 197º da Celle e del 198º da Plantlünne. La Cap Arcona fu colpita da 64 razzi incendiari che la ridussero completamente in fiamme. I documenti relativi all'attacco aereo sono stati secretati dalla RAF fino al 2045.
L'affondamento della Cap Arcona fa parte, insieme a quello della Wilhelm Gustloff e della Goya (entrambe nel 1945) delle tre tragedie del mare con il più elevato numero di vittime.

## Nella cultura di massa
Nel 1942 la UFA scelse la Cap Arcona come set per le riprese del film propagandistico anti-britannico La tragedia del Titanic.